# Текебулак
Текебула́к (каз. Текебұлақ) — село у складі Урджарського району Абайської області Казахстану. Входить до складу Алтиншокинського сільського округу.
Населення — 98 осіб (2021; 226 у 2009, 332 у 1999, 568 у 1989).
Національний склад станом на 1989 рік:
- казахи — 100 %